# Będzieszyna
Będzieszyna – wieś w Polsce położona w województwie małopolskim, w powiecie brzeskim, w gminie Czchów.
W latach 1975–1998 miejscowość administracyjnie należała do województwa tarnowskiego. Integralne części miejscowości: Drugie Góry, Tamte Góry.